# Порфиробласт
Порфиробласт је велики кристал минерала у метаморфној стени који је растао у ситнозрнијој основној маси. То су обично еухедрални кристали, мада понекад могу бити потпуно неправилног облика. Најчешће се јављају у метапелитима (метаморфисаним глинцима или алевролитима) као гранати и стауролити, у основној маси изграђеној од филосиликата који граде добро изражену фолијацију.
Ако се унутар порфиробласта јављају мале инклузије минерала, тада се тај минерал описује као поикилобластичан. Оваква текстура је битна у стени, због тога што може помоћи приликом интерпретације деформационе историје стене. Како порфиробласти расту, у њима може бити сачувана фолијација у облику оријентисаних инклузија, које бивају „закључане“ у порфиробласту. Овакве структуре представљају корисну информацију код проучавања деформација и евентуалне промене деформационих равни.
Код метаморфних стена које су деформисане током метаморфизма, порфиробласти могу да расту пре, током или након фазе деформације која је сачувана у минералима основне масе. Веза између раста порфиробласта и деформације се обично проучава на основу поређења оријентације минералних инклузија у порфиробласту и структуре основне масе.